# Saison 2009 de la Ligue canadienne de football
Navigation
2008 2010
2009 est la 52e saison de la Ligue canadienne de football et la 124e saison depuis la fondation de la Canadian Rugby Football Union en 1884.

## Événements
Quelques changements sont apportés aux règlements de jeu en 2009, à la suite d'un appel de suggestions des amateurs canadiens par le commissaire Mark Cohon.
- Il n'est plus permis à une équipe contre laquelle un botté de placement vient d'être marqué de reprendre possession du ballon à sa ligne de 35 verges (yards en Europe). L'équipe qui a marqué doit obligatoirement effectuer un botté d'envoi. Ce changement avait pour but d'empêcher une équipe de tuer le temps à la fin du match si elle avait encore une faible avance au pointage. Cependant ce changement n'a pas produit l'effet escompté et a été annulé l'année suivante.
- Le botté d'envoi d'une équipe contre laquelle un touché de sûreté a été marqué doit se faire de sa ligne de 25 au lieu de la ligne de 35. Ceci vise à encourager les équipes à tenter de ramener le ballon en jeu plutôt que d'accorder un touché de sûreté.
- Il est permis au centre d'effectuer la remise à un joueur autre que le quart-arrière, tel qu'il était permis depuis longtemps au football américain.
- Les reprises vidéo seront jugées par le centre de contrôle de la ligue, et non par l'arbitre sur le terrain. De plus, une équipe dont les deux premières contestations sont fructueuses sera autorisée à en faire une troisième[1].

## Classements
| Clt   | Équipe                   | PJ | V  | D  | N | BP  | BC  | Pts |
| ----- | ------------------------ | -- | -- | -- | - | --- | --- | --- |
| +001, | Alouettes de Montréal    | 18 | 15 | 3  | 0 | 600 | 324 | 30  |
| +002, | Tiger-Cats de Hamilton   | 18 | 9  | 9  | 0 | 449 | 428 | 18  |
| +003, | Blue Bombers de Winnipeg | 18 | 7  | 11 | 0 | 386 | 506 | 14  |
| +004, | Argonauts de Toronto     | 18 | 3  | 15 | 0 | 328 | 502 | 6   |

| Clt   | Équipe                           | PJ | V  | D  | N | BP  | BC  | Pts |
| ----- | -------------------------------- | -- | -- | -- | - | --- | --- | --- |
| +001, | Roughriders de la Saskatchewan   | 18 | 10 | 7  | 0 | 514 | 484 | 21  |
| +002, | Stampeders de Calgary            | 18 | 10 | 7  | 0 | 514 | 443 | 21  |
| +003, | Eskimos d'Edmonton               | 18 | 9  | 9  | 0 | 469 | 502 | 18  |
| +004, | Lions de la Colombie-Britannique | 18 | 8  | 10 | 0 | 431 | 502 | 16  |

## Séries éliminatoires

### Demi-finale de la division Ouest
- 15 novembre : Eskimos d'Edmonton 21 - Stampeders de Calgary 24

### Finale de la division Ouest
- 22 novembre : Stampeders de Calgary 17 - Roughriders de la Saskatchewan 24

### Demi-finale de la division Est
- 15 novembre : Lions de la Colombie-Britannique 34 - Tiger-Cats de Hamilton 27 (Prol)

### Finale de la division Est
- 22 novembre : Lions de la Colombie-Britannique 18 - Alouettes de Montréal 56

### 97ecoupe Grey
- 29 novembre : Les Alouettes de Montréal gagnent 28-27 contre les Roughriders de la Saskatchewan au stade McMahon à Calgary (Alberta).

## Honneurs individuels
- Joueur par excellence : Anthony Calvillo (QA), Alouettes de Montréal
- Joueur défensif par excellence : John Chick (en) (AD), Roughriders de la Saskatchewan
- Joueur de ligne offensive par excellence : Scott Flory (LO), Alouettes de Montréal
- Joueur canadien par excellence : Ricky Foley (en) (LD), Lions de la Colombie-Britannique
- Recrue par excellence : Martell Mallett (en) (DO), Lions de la Colombie-Britannique
- Joueur des unités spéciales par excellence :  Larry Taylor (SRB), Alouettes de Montréal